# Абдул Азиз бин Сауд
Абдул Азиз бин Абдул Рахман бин Файсал бин Турки бин Абдула бин Мохамед ал-Сауд, известен накратко като Ибн Сауд (1880 – 1953), е основател и първи владетел на Саудитска Арабия.
Ибн Сауд започва завоюването на територии на Арабския полуостров през 1902 г., като възстановява членове от семейството си като емири на Рияд. След това си възвръща наследствения регион Наджд (1922) и завоюва Хиджаз (1925).
Ибн Сауд провъзгласява заетите територии в Наджд през 1921 като султанат и по-късно като кралство (1927) и е провъзгласен за крал на Хиджаз през 1926. През следващите пет години той управлява двата региона като отделни едници. През 1932 те официално са обединени като кралство Саудитска Арабия.